# Noortje Herlaar

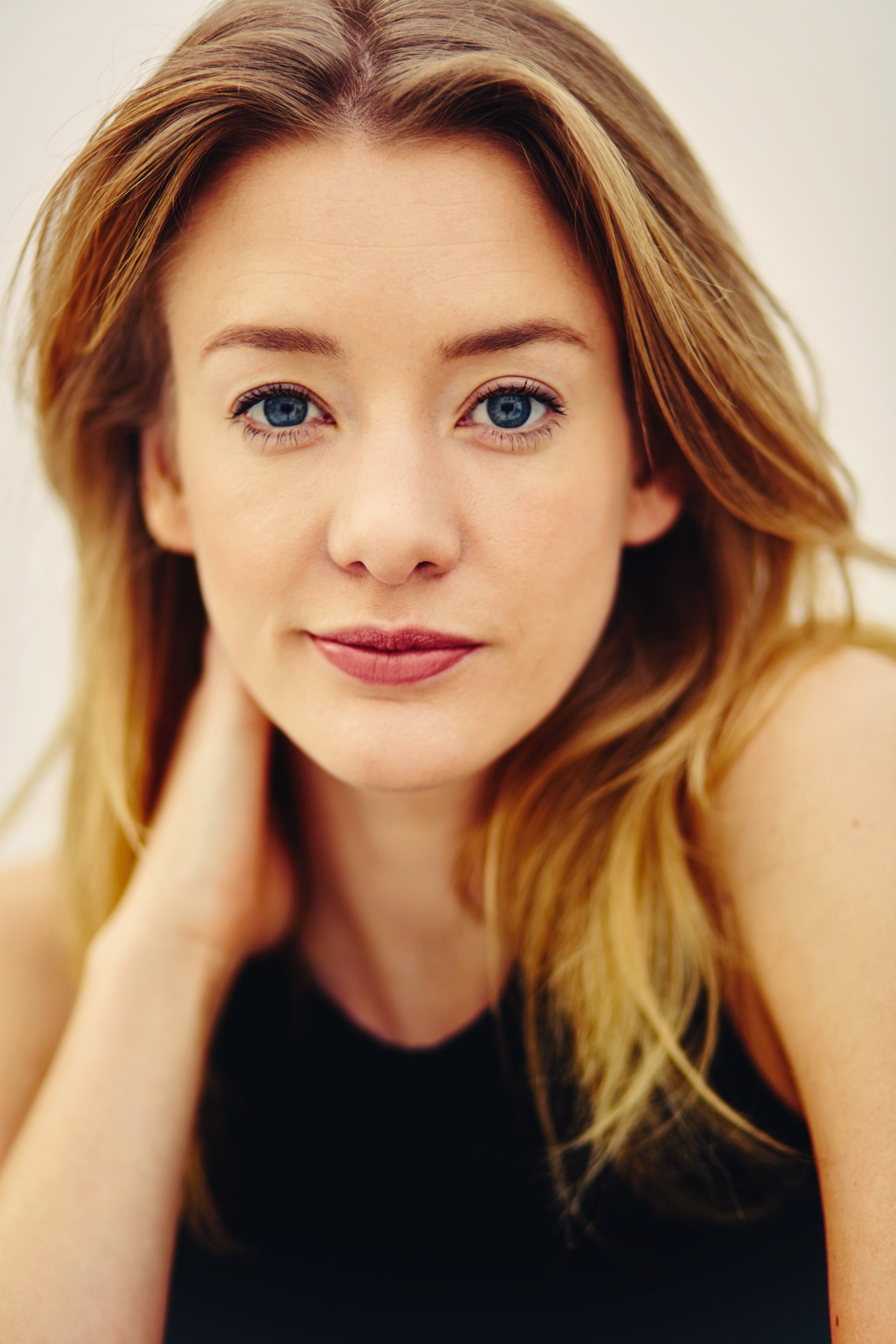
Noortje Herlaar, 2016

Noortje Herlaar (* 22. April 1985 in Vlaardingen) ist eine niederländische Schauspielerin und Sängerin. Am 24. Januar 2010 gewann sie das Finale der niederländischen Fernsehsendung Auf der Suche nach Mary Poppins (Originaltitel: Op zoek naar Mary Poppins), wodurch sie die Hauptrolle in dem Musical Mary Poppins erhielt, das 2010/2011 im Zirkustheater in Scheveningen zu sehen war. 2012 hatte sie ihr Debüt im Fernsehen mit der Rolle der Jeanne in der TV-Serie Mutter, ich will zur Revue (Originaltitel Moeder, ik wil bij de Revue). 2016 spielte sie die weibliche Hauptrolle in dem Spielfilm Knielen op een bed violen.

## Biografie
Noortje Herlaar wuchs in Maassluis auf und nahm seit dem vierten Lebensjahr Ballettunterricht. Mit neun Jahren besuchte sie die Tanzakademie in Rotterdam. Auf dem Gymnasium (Stedelijk Gymnasium in Schiedam) spielte die in verschiedenen Schulaufführungen und darüber hinaus nahm sie in ihrer Freizeit sechs Jahre lang Stunden in der Jugendtheaterschule Hofplein in Rotterdam, wo sie in mehreren Vorstellungen zu sehen war. Im Jahr 2003 begann Herlaar ihr Studium an der Muziktheaterakademie des Rotterdamer Konservatoriums Codarts. Hier hatte sie Gesangs-, Tanz- und Schauspielstunden. Neben ihrem Studium war sie Leadsängerin in unterschiedlichen Bands, unter anderem die Bigband von Koos Mark und die zehnköpfige 70er/80er-Showband DISCO. Im Jahr 2007 war Herlaar mit ihrem Soloprogramm La Vie en Rose im Comedy Theater in Amsterdam zu sehen.
Nach ihrem Studium spielte Herlaar zunächst im Ensemble des Theaters Terra in dem Stück Matroos in de Doos (nach einem Buch von Daphne Deckers). Danach bekam sie eine Rolle in dem Musical Dirty Dancing in Utrecht. In September und Oktober 2009 war Herlaar zu sehen in einer Hauptrolle des Musicals Urinetown. Herlaar betätigt sich darüber hinaus als Synchronsprecherin in verschiedenen Zeichentrickfilmen und Serien. 2010 sprach sie die Stimme von Barbie in dem Disney Animationsfilm Toy Story 3.
Seit 2015 ist Herlaar zu sehen in der Arztserie De Mannen Van Dokter Anne, 2016 spielte sie eine Rolle in der Fernsehproduktion Bouquetreeks De Film: Trots en verlangen.
Herlaar lebt mit dem Schauspieler Barry Atsma zusammen.

## Theater
- Stoornis of my life (DeLaMar Producties, 2025) – Amber[3]
- Lazarus (Stage Entertainment, 2019/2020) – Elly[4]
- Agnes van God (Albert Verlinde Entertainment, 2014/2015) – Agnes[5]
- Vaslav (De La Mar producties, 2014) – Romola[6]
- De Huisvrouw Monologen (Rick Engelkes theaterproducties, 2013)[7]
- Saturday Night Fever (Joop van den Ende Theaterproducties, 2012) – Stephanie Mangano[8]
- De Producers (Mark Vijn Theaterproducties, 2011) – Ulla[9]
- Mary Poppins (Joop van den Ende Theaterproducties, 2010/2011) – Mary Poppins
- Urinetown (M-Lab, 2009) – Lot Kleinhart
- The Beastly Bombing (Oper am IJ, 2009) – Clarissa
- Marilyn (Kulturtage Maassluis, 2008) – Solovorstellung mit Gesang, Spiel und Tanz
- Dirty Dancing (Joop van den Ende theaterproducties, 2008/2009) – Lisa Houseman
- Matroos in de Doos (Theater Terra, 2007) – Calypsa, Dolfijn en moeder
- La Vie en Rose (Studienabschlussvorstellung, 2007) – Solo
- Musical Memories (Stiftung Iskra, 2007) – Solistin, mit Renée van Wegberg
- De Staat (Original Winds, 2006) – Duovorstellung mit Jasper Dzuki Jelen
- Onderstroom (Stiftung Kunstklank, 2003) – Iris

## Synchronsprecherin / Stimmschauspielerin
- Once Upon a Studio (2023) – Anna
- Die Eiskönigin II (2019) – Anna
- Mary Poppins’ Rückkehr (2018) – Mary Poppins[10]
- Chaos im Netz (2018) – Anna
- Kubo – Der tapfere Samurai (2016) – die Schwestern
- Rio 2 (2014) – Gabi
- Die Schöne und das Biest (La Belle et la Bête) – Belle
- Frozen (Disney, 2013) – Anna
- Gnomeo & Juliet (Film von Disney/Touchstone, 2011) – Juliet
- Toy Story 3 (Film von Pixar, 2010) – Barbie
- The Troop (TV-Serie von Nickelodeon, 2009) – Hayley
- Phineas & Ferb (TV-Serie von Disney XD, 2009) – Gastrol
- My Little Pony (TV-Serie, 2009) – Cheerilee
- Das kleine Gespenst Laban (Het kleine spookje Laban) (Kinofilm, 2008) – Labolina
- The Saddle Club – (Realityserie von Nickelodeon, 2008) – Deborah
- Dibo, the Gift Dragon (TV-Serie von Nickelodeon, 2008) – Annie
- Slim Pig (TV-Serie, 2008) – Muis
- Op en Top Fien (Hörbuch, 2008) von Harmen van Straaten
- Diverse Werbespots: Koninklijke Luchtmacht, Baby Alive.

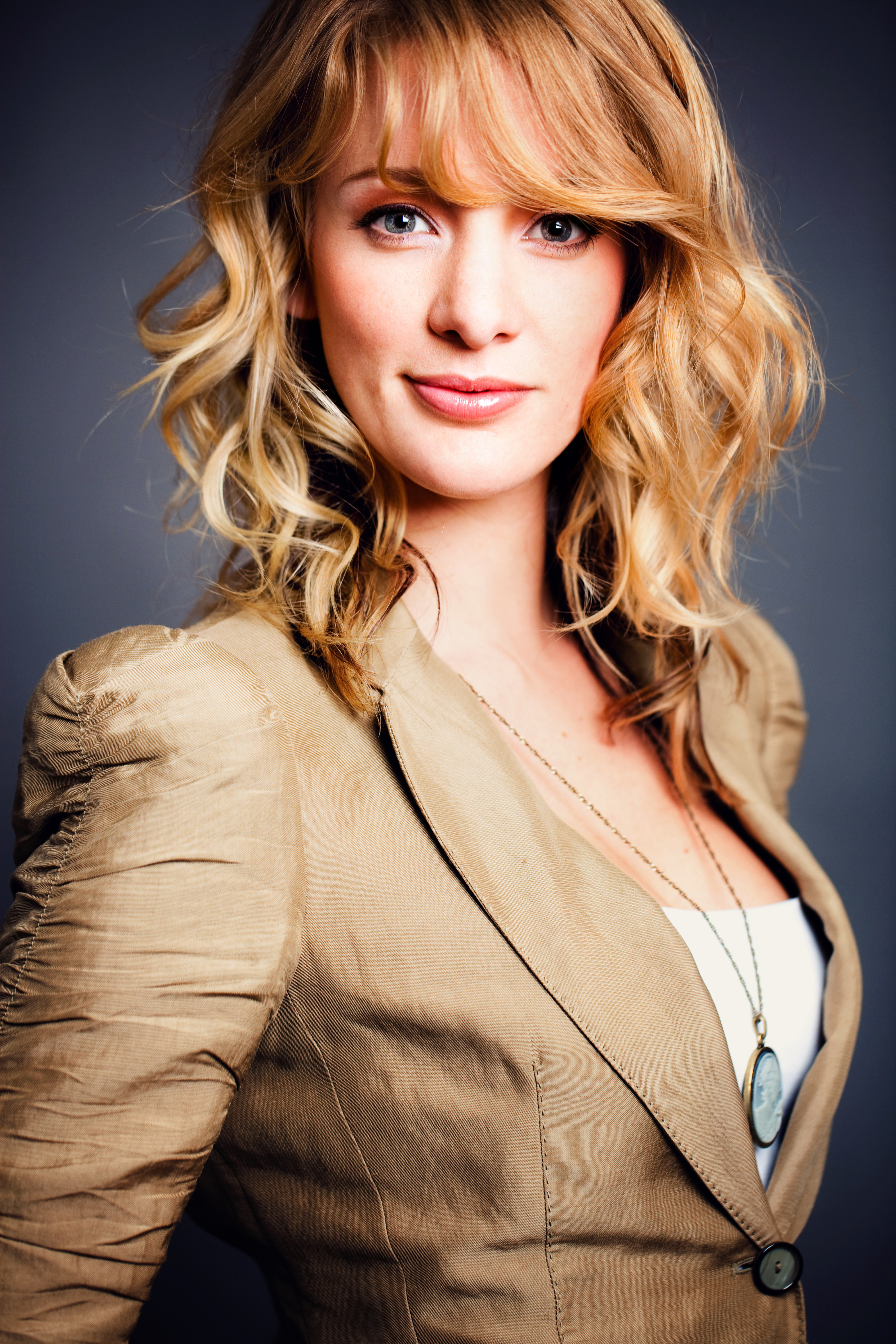
Noortje Herlaar, 2010

## Filmografie

### Fernsehen
- 2025 Ceciel in Bennie
- 2024 Gastkritikerin bei Stars on Stage
- 2022 Maria in The Passion[11]
- 2020 Fuchs in der niederländischen Version von The Masked Singer[12]
- 2018 Lois Elzinga in Lois
- 2018 Lavinia Vermeer in Zuidas
- 2017 Peggy Jonkers in De 12 van Oldenheim
- 2017 Renate in B.A.B.S.
- 2016 Doktor Annemaria 'Anne' Hazenberg in Doctor’s Diary – Männer sind die beste Medizin
- 2016 Betty Knoop in De Zaak Menten
- 2016 Juf Katrijn in Sinterklaasjournaal[13]
- 2014 Gastrolle in der englischen Serie Crossinglines.[14]
- 2014 in der dritten Saison bei der Serie Blutsverwandte (Bloedverwanten).
- Von 2014 Hauptrolle der Liesbeth List in der TV-Serie Ramses über das Leben des Ramses Shaffy.
- Anfang 2013 Gastrolle in der Dramaserie Charlie.
- Von 2012 Hauptrolle in der TV-Serie Mutter, ich will zur Revue (Moeder, ik wil bij de Revue).
- Nebenrolle im KRO-Programm ’t Spaanse Schaep (ausgestrahlt 2010).[15]
- Herlaar gewann das Programm Op zoek naar Mary Poppins der AVRO.
- Diverse Werbespots: Reebok, Activia van Danone, KPN, My Little Pony.

### Filme
- 2025: Wraak[16]
- 2025: Voor de meisjes[17]
- 2025: Kind[18]
- 2023: Net als in de film[19]
- 2023: Toen ik je zag[20]
- 2022: Ome Cor[21]
- 2022: The Takeover[22]
- 2022: Soof 3[23]
- 2021: Just Say Yes[24]
- 2020: Op Gepaste Afstand
- 2019: Romys Salon (Kapsalon Romy)
- 2019: Die Total verrückte Zauberinsel (Het irritante eiland)
- 2017: The Hitman's Bodyguard (Start: 18. August 2017, USA)
- 2017: The Seventh Heaven
- 2016: Toen mijn vader een struik werd – The Day My Father Became a Bush
- 2016: Knielen op een bed violen
- 2015: Paradise Trips
- 2014: Wonderbroeders

## Auszeichnungen
- 2010 John Kraaijkamp Musical Award in der Kategorie Nachwuchstalent (Aanstormend Talent) für ihre Rollen in Urinetown und Mary Poppins
- 2013 BVN Award für die Dramaserie Moeder, ik wil bij de Revue
- 2013 Nominierung für den Filmpreis Gouden Kalf für die Rolle Moeder, ik wil bij de Revue
- 2015 De tv-beelden Preis für die Beste Nebenrolle in Ramses
- 2020: Goldenes Kalb in der Kategorie „Beste weibliche Nebendarstellerin“ für ihre Rolle als Margot in Romys Salon (Kapsalon Romy)